# Underdog (Fernsehserie)
Underdog, auch Underdog – Der Superhund, ist eine US-amerikanische Zeichentrickserie aus den Jahren 1964 bis 1973. Die Serie handelt von einem Hund mit Superkräften und wurde 2007 als Realfilm adaptiert.

## Inhalt

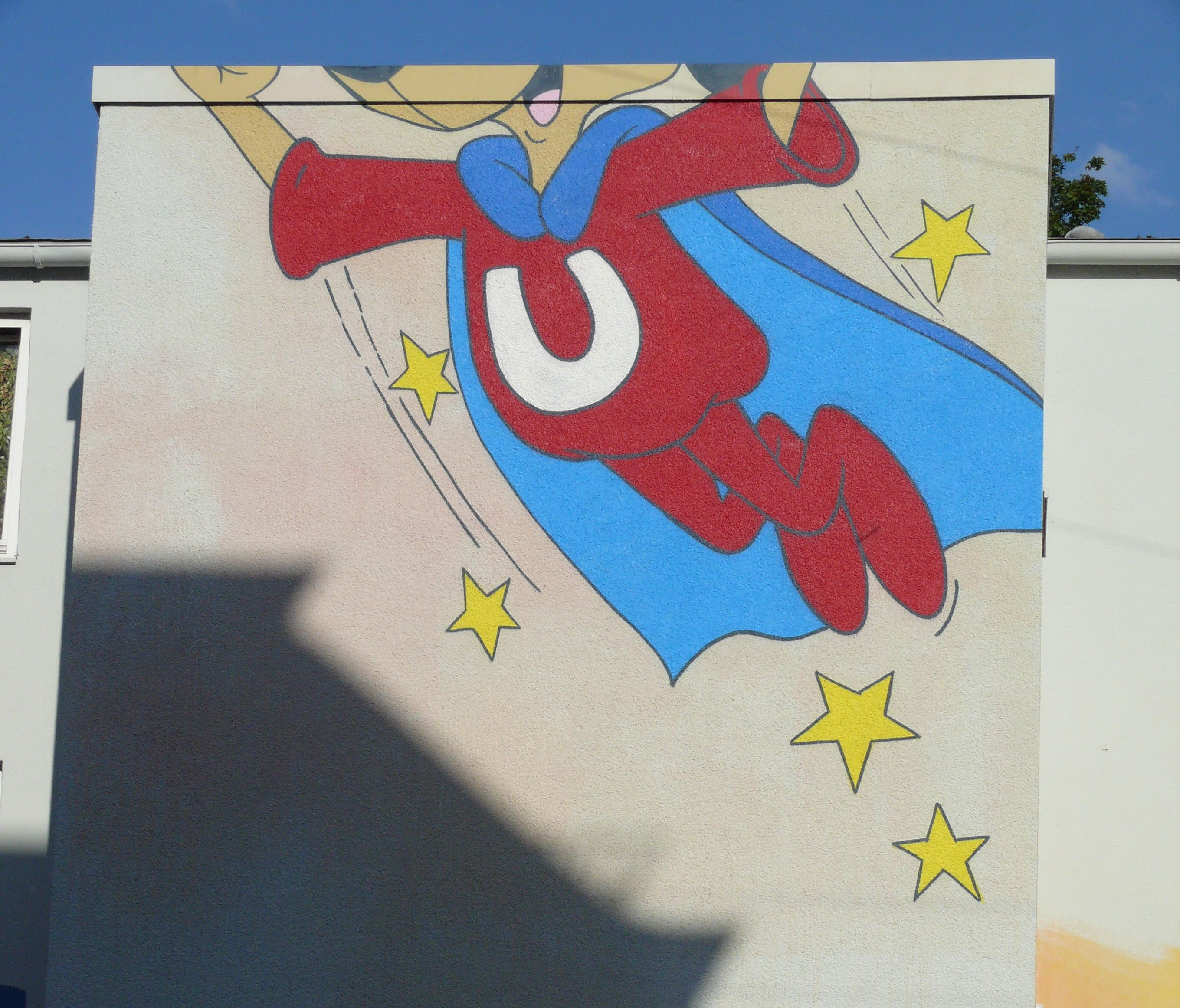
Großflächiges Wandbild in der Münchner Bergmannstraße (Foto von 2021)

Underdog ist eine Superheldenparodie. Der Cartoonhund Shoeshine Boy ist in Wirklichkeit der Superheld Underdog. Wenn Bösewichte auftreten, zieht sich Shoeshine Boy in eine Telefonzelle zurück, um sich dort in den Superhelden zu verwandeln und das Böse zu bekämpfen. Underdog spricht, im Gegensatz zu seinem Alter Ego Shoeshine Boy, immer in Reimen.
In die Pläne der Bösen einbezogen ist fast immer Sweet Polly Purebred, eine Fernsehreporterin. Meistens ruft sie Underdog herbei. Bösewichte sind unter anderem Simon Bar Sinister, ein verrückter Wissenschaftler, sein Gehilfe Cad und Riff Raff, ein Gangsterwolf.
Underdog muss, um seine Kräfte zu erhalten, die Underdog Super-Energie-Vitamin-Pille nehmen. Diese Pillen bewahrt er in einem Ring auf, den er immer bei sich trägt. Viele Episoden zeigen, dass er machtlos ist, wenn er den Ring einmal verliert.

## Produktion und Veröffentlichung
Die Serie wurde produziert von Leonardo Television und Total Television. Autor, Produzent und Komponist der Musik war W. Watts Biggers. Das Charakterdesign stammt von Joe Harris. Insgesamt wurden 124 Folgen produziert.
Die Erstausstrahlung begann am 3. Oktober 1964 auf NBC, spätere Folgen wurden bei CBS gezeigt. Vom 1. August bis zum 15. Oktober 2002 wurde die Serie erstmals auf Deutsch bei K-Toon gezeigt. Sie wurde unter anderem auch ins Spanische, Italienische und Japanische übersetzt. Einige Folgen der englischen Fassung erschienen auf DVD bei Classic Media.

## Synchronisation
| Charakter            | Englischer Sprecher |
| -------------------- | ------------------- |
| Underdog             | Wally Cox           |
| Sweet Polly Purebred | Norma MacMillan     |
| Cad                  | Ben Stone           |
| Baldy Eagle          | Kenny Delmar        |
| Ruffled Feathers     | Sandy Becker        |
| Erzähler             | George S. Irving    |

## Adaptionen

### Comics
Underdog wurde mehrfach als Comic umgesetzt:
- Eine 10-teilige Reihe von Charlton Comics, die von Juli 1970 bis Januar 1972 lief.
- Gold Key Comics veröffentlichte von März 1975 bis Februar 1979 23 Hefte einer weiteren Reihe.
- 1987 erschienen bei Spotlight Comics drei Comichefte zu Underdog.
- Harvey Comics veröffentlichte ein Einzelheft 1993 und fünf Hefte von November 1993 bis Juli 1994.

### Radio
1999 wurde ein halbstündiges Radiohörspiel mit Underdog produziert, das von Tom Ellis gesprochen wurde.

### Realfilm
2007 brachte Disney und Spyglass Entertainment eine Realfilm-Adaption der Serie in die Kinos. 2008 wurde dieser unter dem Titel Underdog – Unbesiegt weil er fliegt auch in Deutschland gezeigt. Im Film erhält der Hund Shoeshine durch einen Laborunfall Superkräfte. Als er von einem 12-jährigen Jungen aufgenommen wird, sind die beiden die einzigen, die wissen, dass Shoeshine in Wirklichkeit Underdog ist.